# Franz Karl Alter
Franz Karl Alter (Engelsberg, 27 gennaio 1749 – Vienna, 29 maggio 1804) è stato un gesuita, filologo classico e insegnante austriaco.

## Biografia
Ricevette la sua prima formazione nel ginnasio di Olomouc. Nel 1766 entrò nella Compagnia di Gesù e dopo lo scioglimento di quest'ultima si trasferì a Vienna. Infine studiò sia Storia del cristianesimo che le lingue greca ed ebraica presso l'Università di Praga, per poter insegnare in un ginnasio locale. Dopo che infine era divenuto insegnante presso il collegio gesuita Theresianum, nel 1779 divenne collaboratore scientifico presso la biblioteca dell'Università di Vienna. Dal 1777 al 1779 fu insegnante nel comune di Sant'Anna. Allo stesso tempo teneva presso l'Università conferenze in tema di diplomazia. Egli dominava sia le lingue orientali che quelle slave e si occupò anche di ellenismo. Il suo talento linguistico emerge chiaramente dalle sue opere. In una di queste egli parla di 165 opere completate. Morì a Vienna il 29 maggio 1804.

## Opere
- Novum Testamentum ad codicem Vindobonensem graece expressum: varietatem lectionis addidit F. C. Alter, vol. 1, Viennae, typis J. Thomae nebilis de Trattnern, 1787. URL consultato il 25 giugno 2019.
- Novum Testamentum ad codicem Vindobonensem graece expressum: varietatem lectionis addidit F. C. Alter, vol. 2, Viennae, typis J. Thomae nebilis de Trattnern, 1786. URL consultato il 25 giugno 2019.
- Cicero, de finibus bonorum et malorum et de fato, Wien 1786.
- Über Georgianische Litteratur, Wien, gedruckt bei Johann Thomas Edl. von Trattnern, k.k. Hofbuchdruckern und Buchhändlern, 1798. URL consultato il 25 giugno 2019.
- Philologisch-kritische Miscellaneen, Wien, Joh. Thomas Edl. von Trattnern, 1799. URL consultato il 25 giugno 2019.
- Beitrag zur praktischen diplomatik für Slaven, vorzüglich für Böhmen, Wien, C. Schaumburg und compagnie, 1801. URL consultato il 25 giugno 2019.
- Beitrag zur Diplomatik (1801)